# Пам'ятники Молдови (серія монет)
«Пам'ятники Молдови» — серія пам'ятних монет із срібла 925/1000 проби відкрита Національним банком Молдови в 2008 році. Номінал монет — 50 лей, якість виготовлення — пруф, вага — 16,5 грам, діаметр — 30 мм, тираж по 500 екземплярів.
Монети випущені в цій серії присвячені пам'ятникам Молдови національного та міжнародного значення — творам скульптури і архітектури, а також пам'яткам природи, наукового та естетичного значення, як складової частини природної спадщини Молдови.
Серія була відкрита випуском в обіг монети «Stejarul lui Ştefan cel Mare» (Дуб Штефана чел Маре). Дуб є найбільш довголітнім деревом Молдови (понад 600 років) і стоїть поруч із церквою с. Кобильня, Шолденешть. Дерево включено до Реєстру пам'яток Республіки Молдова, що охороняються державою.
На аверсі монет в центрі — герб Республіки Молдова; у верхній частині — цифра з позначенням року карбування; в нижній частині — напис «50 LEI»; по колу монети — великими буквами викарбувано напис «REPUBLICA MOLDOVA».
| Назва                  | Дата випуску в обіг | Реверс | Зображення |
| ---------------------- | ------------------- | --- | ---------- |
| Дуб Штефана чел Маре   | 21 листопада 2008   | В центрі — Дуб Штефана чел Маре; По колу, монети - великими буквами, викарбувано напис «STEJARUL LUI ŞTEFAN CEL MARE». |            |
| Геодезична арка Струве | 15 червня 2009      | В центрі — карта Республіки Молдова, на якій розташована Геодезична арка Струве, геодезичний пункт Рудь та географічні координати, у верхній частині напис «RUDI»; У верхній частині, по колу монети — великими буквами викарбувано напис «ARCUL GEODEZIC STRUVE». |            |